# يعقوب باشا
يعقوب باشا هو طبيب ادعى الإسلام في عهد السلطان العثماني محمد الفاتح وقام بدس السم في طعام السلطان محمد الفاتح في 3 مايو 1481 م وتوفي السلطان محمد الفاتح أثرها. أعدم فيما بعد على يد حرس السلطان.